# Yutaka Yoshida
Yutaka Yoshida (født 17. februar 1990) er en japansk fodboldspiller, som spiller for den japanske fodboldklub Nagoya Grampus.